# Фриас, Адонис
Адо́нис Фри́ас (исп. Adonis Uriel Frías; род. 7 марта 1998 года, Флоренсио-Варела, провинция Буэнос-Айрес) — аргентинский футболист, центральный защитник клуба «Леон».

## Биография
Адонис Фриас является воспитанником академии «Дефенсы и Хустисии». Занимался в академии этого клуба с 2013 года, а в 2018 году начал привлекаться к основному составу. Однако за основу в том году он так и не дебютировал. В августе был отдан в аренду в «Лос-Андес». 16 сентября 2018 года дебютировал на профессиональном уровне в Примере B Насьональ. «Лос-Андес» на своём поле уступил «Сармьенто» 0:1.
После завершения сезона Фриас вернулся в «Дефенсу и Хустисию». Дебюта в Примере ему пришлось ждать до начала 2020 года. 18 февраля молодой защитник вышел на замену на 85 минуте гостевого матча против «Эстудиантеса». Гости одержали победу со счётом 2:1.
12 марта того же года дебютировал в Кубке Либертадорес в гостевой игре с парагвайской «Олимпией». Фриас вышел в стартовом составе, получил жёлтую карточку и был заменён 68 минуте. «Дефенса» проиграла со счётом 1:2. Всего провёл четыре матча на групповом этапе главного континентального клубного турнира Южной Америки. Поскольку «Дефенса и Хустисия» заняла в своей группе третье место, она попала в текущий розыгрыш Южноамериканского кубка. В этом турнире Адонис Фриас сыграл в девяти матчах (и забил один гол), в том числе в финале против «Лануса». «Дефенса» разгромила соперника со счётом 3:0 и впервые стала обладателем международного трофея.
В апреле 2021 года помог «Дефенсе и Хустисии» завоевать Рекопу Южной Америки.

## Титулы и достижения
- Обладатель Южноамериканского кубка (1): 2020
- Обладатель Рекопы Южной Америки (1): 2021